# Chrysocephalum adpesssum
Chrysocephalum adpesssum là một loài thực vật có hoa trong họ Cúc. Loài này được (Fitzg.) Anderb. mô tả khoa học đầu tiên năm 1991.